# Heteroxenia medioensis
Heteroxenia medioensis is een zachte koraalsoort uit de familie Xeniidae. De koraalsoort komt uit het geslacht Heteroxenia. Heteroxenia medioensis werd in 1933 voor het eerst wetenschappelijk beschreven door Roxas. 